# Acquafredda
Acquafredda – miejscowość i gmina we Włoszech, w regionie Lombardia, w prowincji Brescia. Tutaj urodził się malarz Girolamo Muziano.
Według danych na rok 2004 gminę zamieszkuje 1409 osób, 156,6 os./km².